# مسابقات قهرمانی بسکتبال آسیا ۱۹۹۷
مسابقات قهرمانی بسکتبال آسیا ۱۹۹۷ نوزدهمین دورهٔ قهرمانی آسیا برای مردان می‌باشد که از ۱۱ تا ۱۹ سپتامبر در ریاض، عربستان سعودی برگزار گردید.

## انتخابی
طبق قوانین فیبا آسیا، هر منطقهٔ آسیا دو سهمیه داشت و میزبان (عربستان سعودی) و ۵ تیم برتر دورهٔ پیشین مسابقات قهرمانی آسیا به طور خودکار به این رقابت‌ها راه یافتند.
| شرق آسیا (۴+۲) | خلیج فارس (۱+۲)   | مرکز آسیا (۱+۲) | جنوب شرق آسیا (۲) | غرب آسیا (۲) |
| -------------- | ----------------- | --------------- | ----------------- | ------------ |
| چین            | عربستان سعودی     | قزاقستان        | اندونزی           | ایران        |
| کرهٔ جنوبی      | امارات متحدهٔ عربی | هند             | فیلیپین           | اردن         |
| ژاپن           | بحرین             | بنگلادش         |                   |              |
| تایوان         |                   |                 |                   |              |
| هنگ کنگ        |                   |                 |                   |              |
| TBD            |                   |                 |                   |              |

## دور مقدماتی

### گروه A
| تیم     | بازی | برد | باخت | امتیاز برده | امتیاز باخته | تفاضل | امتیازات |
| ------- | ---- | --- | ---- | ----------- | ------------ | ----- | -------- |
| چین     | ۳    | ۳   | ۰    | ۲۸۰         | ۱۹۸          | ۸۲+   | ۶        |
| ایران   | ۳    | ۲   | ۱    | ۲۱۵         | ۲۴۲          | ۲۷–   | ۵        |
| بحرین   | ۳    | ۱   | ۲    | ۱۹۷         | ۲۱۴          | ۱۷–   | ۴        |
| فیلیپین | ۳    | ۰   | ۳    | ۲۱۶         | ۲۵۴          | ۳۸–   | ۳        |

| ۱۱ سپتامبر |

|  |

| چین                               | ۷۴–۶۰ | بحرین |
| امتیاز بر پایه نیمه: ۳۵–۴۲, ۳۹–۱۸ |       |       |

| ۱۱ سپتامبر |

|  |

| ایران                             | ۷۷–۷۶ | فیلیپین |
| امتیاز بر پایه نیمه: ۳۵–۳۸, ۴۲–۳۸ |       |         |

| ۱۲ سپتامبر |

|  |

| چین                               | ۱۰۷–۷۲ | فیلیپین |
| امتیاز بر پایه نیمه: ۵۷–۲۷, ۵۰–۴۵ |        |         |

| ۱۲ سپتامبر |

|  |

| بحرین                             | ۶۷–۷۲ | ایران |
| امتیاز بر پایه نیمه: ۳۷–۳۸, ۳۰–۳۴ |       |       |

| ۱۳ سپتامبر |

|  |

| چین                               | ۹۹–۶۶ | ایران |
| امتیاز بر پایه نیمه: ۵۲–۳۴, ۴۷–۳۲ |       |       |

| ۱۳ سپتامبر |

|  |

| فیلیپین                           | ۶۸–۷۰ | بحرین |
| امتیاز بر پایه نیمه: ۳۸–۳۸, ۳۰–۳۲ |       |       |

### گروه B
| تیم               | بازی | برد | باخت | امتیاز برده | امتیاز باخته | تفاضل | امتیازات |
| ----------------- | ---- | --- | ---- | ----------- | ------------ | ----- | -------- |
| کرهٔ جنوبی         | ۳    | ۳   | ۰    | ۳۲۶         | ۱۹۶          | ۱۳۰+  | ۶        |
| امارات متحدهٔ عربی | ۳    | ۲   | ۱    | ۲۶۲         | ۱۸۰          | ۸۲+   | ۵        |
| هند               | ۳    | ۱   | ۲    | ۲۵۷         | ۲۳۷          | ۲۰+   | ۴        |
| بنگلادش           | ۳    | ۰   | ۳    | ۱۵۲         | ۳۸۴          | ۲۳۲–  | ۳        |

| ۱۱ سپتامبر |

|  |

| کرهٔ جنوبی                         | ۱۵۳–۵۵ | بنگلادش |
| امتیاز بر پایه نیمه: ۸۲–۳۴, ۷۱–۲۱ |        |         |

| ۱۱ سپتامبر |

|  |

| امارات متحدهٔ عربی                 | ۸۲–۶۵ | هند |
| امتیاز بر پایه نیمه: ۴۴–۲۷, ۳۸–۳۸ |       |     |

| ۱۲ سپتامبر |

|  |

| هند                               | ۶۹–۱۰۰ | کرهٔ جنوبی |
| امتیاز بر پایه نیمه: ۳۵–۵۹, ۳۴–۴۱ |        |           |

| ۱۲ سپتامبر |

|  |

| بنگلادش                           | ۴۲–۱۰۸ | امارات متحدهٔ عربی |
| امتیاز بر پایه نیمه: ۲۵–۴۸, ۱۷–۶۰ |        |                   |

| ۱۳ سپتامبر |

|  |

| هند                               | ۱۲۳–۵۵ | بنگلادش |
| امتیاز بر پایه نیمه: ۵۷–۳۳, ۶۶–۲۲ |        |         |

| ۱۳ سپتامبر |

|  |

| کرهٔ جنوبی                         | ۷۳–۷۲ | امارات متحدهٔ عربی |
| امتیاز بر پایه نیمه: ۴۴–۳۷, ۲۹–۳۵ |       |                   |

### گروه C
| تیم           | بازی | برد | باخت | امتیاز برده | امتیاز باخته | تفاضل | امتیازات |
| ------------- | ---- | --- | ---- | ----------- | ------------ | ----- | -------- |
| عربستان سعودی | ۲    | ۲   | ۰    | ۱۶۵         | ۱۲۹          | ۳۶+   | ۴        |
| ژاپن          | ۲    | ۱   | ۱    | ۱۶۳         | ۱۳۹          | ۲۴+   | ۳        |
| هنگ کنگ       | ۲    | ۰   | ۲    | ۱۱۶         | ۱۷۶          | ۶۰–   | ۲        |

| ۱۱ سپتامبر |

|  |

| عربستان سعودی                     | ۸۴–۵۸ | هنگ کنگ |
| امتیاز بر پایه نیمه: ۴۴–۲۶, ۴۰–۳۲ |       |         |

| ۱۲ سپتامبر |

|  |

| هنگ کنگ                           | ۵۸–۹۲ | ژاپن |
| امتیاز بر پایه نیمه: ۲۰–۴۹, ۳۸–۴۳ |       |      |

| ۱۳ سپتامبر |

|  |

| ژاپن                              | ۷۱–۸۱ | عربستان سعودی |
| امتیاز بر پایه نیمه: ۳۱–۴۰, ۴۰–۴۱ |       |               |

### گروه D
| تیم      | بازی | برد | باخت | امتیاز برده | امتیاز باخته | تفاضل | امتیازات |
| -------- | ---- | --- | ---- | ----------- | ------------ | ----- | -------- |
| تایوان   | ۳    | ۳   | ۰    | ۲۰۵         | ۱۶۸          | ۳۷+   | ۶        |
| اردن     | ۳    | ۲   | ۱    | ۱۹۷         | ۱۸۴          | ۱۳+   | ۵        |
| قزاقستان | ۳    | ۱   | ۲    | ۲۲۶         | ۲۰۳          | ۲۳+   | ۴        |
| اندونزی  | ۳    | ۰   | ۳    | ۱۷۶         | ۲۴۹          | ۷۳–   | ۳        |

| ۱۱ سپتامبر |

|  |

| اردن                                             | ۶۶–۶۵ (OT) | قزاقستان |
| امتیاز بر پایه نیمه: ۲۴–۳۰, ۳۳–۲۷ وقت اضافه: ۹–۸ |            |          |

| ۱۱ سپتامبر |

|  |

| تایوان                            | ۷۵–۵۰ | اندونزی |
| امتیاز بر پایه نیمه: ۳۶–۲۴, ۳۹–۲۶ |       |         |

| ۱۲ سپتامبر |

|  |

| اردن                              | ۶۰–۶۸ | تایوان |
| امتیاز بر پایه نیمه: ۲۹–۳۸, ۳۱–۳۰ |       |        |

| ۱۲ سپتامبر |

|  |

| اندونزی                           | ۷۵–۱۰۳ | قزاقستان |
| امتیاز بر پایه نیمه: ۳۴–۵۳, ۴۱–۵۰ |        |          |

| ۱۳ سپتامبر |

|  |

| اردن                              | ۷۱–۵۱ | اندونزی |
| امتیاز بر پایه نیمه: ۳۲–۲۲, ۳۹–۲۹ |       |         |

| ۱۳ سپتامبر |

|  |

| تایوان                            | ۶۲–۵۸ | قزاقستان |
| امتیاز بر پایه نیمه: ۲۹–۳۳, ۳۳–۲۵ |       |          |

## دور یک‌چهارم نهایی

### گروه I
| تیم               | بازی | برد | باخت | امتیاز برده | امتیاز باخته | تفاضل | امتیازات |
| ----------------- | ---- | --- | ---- | ----------- | ------------ | ----- | -------- |
| چین               | ۳    | ۳   | ۰    | ۲۶۳         | ۱۷۸          | ۸۵+   | ۶        |
| عربستان سعودی     | ۳    | ۲   | ۱    | ۲۲۳         | ۲۲۰          | ۳+    | ۵        |
| امارات متحدهٔ عربی | ۳    | ۱   | ۲    | ۲۰۷         | ۲۳۲          | –۲۵   | ۴        |
| اردن              | ۳    | ۰   | ۳    | ۱۸۰         | ۲۴۳          | ۶۳–   | ۳        |

| ۱۵ سپتامبر |

|  |

| چین                               | ۹۵–۶۲ | اردن |
| امتیاز بر پایه نیمه: ۵۳–۲۶, ۴۲–۳۶ |       |      |

| ۱۵ سپتامبر |

|  |

| عربستان سعودی                     | ۹۰–۷۶ | امارات متحدهٔ عربی |
| امتیاز بر پایه نیمه: ۳۹–۳۶, ۵۱–۴۰ |       |                   |

| ۱۶ سپتامبر |

|  |

| امارات متحدهٔ عربی                 | ۵۴–۸۳ | چین |
| امتیاز بر پایه نیمه: ۲۵–۴۲, ۲۹–۴۱ |       |     |

| ۱۶ سپتامبر |

|  |

| اردن                              | ۵۹–۷۱ | عربستان سعودی |
| امتیاز بر پایه نیمه: ۲۶–۴۴, ۳۳–۲۷ |       |               |

| ۱۷ سپتامبر |

|  |

| امارات متحدهٔ عربی                 | ۷۷–۵۹ | اردن |
| امتیاز بر پایه نیمه: ۳۷–۲۸, ۴۰–۳۱ |       |      |

| ۱۷ سپتامبر |

|  |

| چین                               | ۸۵–۶۲ | عربستان سعودی |
| امتیاز بر پایه نیمه: ۵۲–۲۷, ۳۳–۳۵ |       |               |

### گروه II
| تیم       | بازی | برد | باخت | امتیاز برده | امتیاز باخته | تفاضل | امتیازات | تساوی‌شکنی |
| --------- | ---- | --- | ---- | ----------- | ------------ | ----- | -------- | --------- |
| ژاپن      | ۳    | ۲   | ۱    | ۲۶۵         | ۲۵۱          | ۱۴+   | ۵        | ۱–۰       |
| کرهٔ جنوبی | ۳    | ۲   | ۱    | ۲۸۲         | ۲۴۵          | ۳۷+   | ۵        | ۰–۱       |
| تایوان    | ۳    | ۱   | ۲    | ۲۱۷         | ۲۳۵          | ۱۸–   | ۴        | ۱–۰       |
| ایران     | ۳    | ۱   | ۲    | ۲۳۳         | ۲۶۶          | ۳۳–   | ۴        | ۰–۱       |

| ۱۵ سپتامبر |

|  |

| ایران                             | ۵۴–۷۲ | تایوان |
| امتیاز بر پایه نیمه: ۱۹–۲۹, ۳۵–۴۳ |       |        |

| ۱۵ سپتامبر |

|  |

| ژاپن                              | ۸۹–۸۳ | کرهٔ جنوبی |
| امتیاز بر پایه نیمه: ۳۸–۳۸, ۵۱–۴۵ |       |           |

| ۱۶ سپتامبر |

|  |

| کرهٔ جنوبی                         | ۱۰۳–۸۵ | ایران |
| امتیاز بر پایه نیمه: ۵۰–۴۴, ۵۳–۴۱ |        |       |

| ۱۶ سپتامبر |

|  |

| تایوان                            | ۷۴–۸۵ | ژاپن |
| امتیاز بر پایه نیمه: ۳۹–۴۲, ۳۵–۴۳ |       |      |

| ۱۷ سپتامبر |

|  |

| ایران                             | ۹۴–۹۱ | ژاپن |
| امتیاز بر پایه نیمه: ۴۴–۴۰, ۵۰–۵۱ |       |      |

| ۱۷ سپتامبر |

|  |

| کرهٔ جنوبی                         | ۹۶–۷۱ | تایوان |
| امتیاز بر پایه نیمه: ۵۳–۳۴, ۴۳–۳۷ |       |        |

### گروه III
| تیم     | بازی | برد | باخت | امتیاز برده | امتیاز باخته | تفاضل | امتیازات |
| ------- | ---- | --- | ---- | ----------- | ------------ | ----- | -------- |
| بحرین   | ۳    | ۳   | ۰    | ۲۶۴         | ۱۷۶          | ۸۸+   | ۶        |
| اندونزی | ۳    | ۲   | ۱    | ۲۶۶         | ۱۸۶          | ۸۰+   | ۵        |
| هنگ کنگ | ۳    | ۱   | ۲    | ۲۳۶         | ۲۲۳          | ۱۳+   | ۴        |
| بنگلادش | ۳    | ۰   | ۳    | ۱۳۷         | ۳۱۸          | ۱۸۱–  | ۳        |

| ۱۵ سپتامبر |

|  |

| بحرین                             | ۷۶–۶۸ | اندونزی |
| امتیاز بر پایه نیمه: ۴۲–۲۸, ۳۴–۴۰ |       |         |

| ۱۵ سپتامبر |

|  |

| هنگ کنگ                           | ۹۵–۶۰ | بنگلادش |
| امتیاز بر پایه نیمه: ۵۱–۲۶, ۴۴–۳۴ |       |         |

| ۱۶ سپتامبر |

|  |

| بنگلادش                           | ۳۹–۱۰۹ | بحرین |
| امتیاز بر پایه نیمه: ۲۱–۵۸, ۱۸–۵۱ |        |       |

| ۱۶ سپتامبر |

|  |

| اندونزی                           | ۸۴–۷۲ | هنگ کنگ |
| امتیاز بر پایه نیمه: ۴۳–۴۹, ۴۱–۲۳ |       |         |

| ۱۷ سپتامبر |

|  |

| اندونزی                           | ۱۱۴–۳۸ | بنگلادش |
| امتیاز بر پایه نیمه: ۵۸–۲۲, ۵۶–۱۶ |        |         |

| ۱۷ سپتامبر |

|  |

| بحرین                             | ۷۹–۶۹ | هنگ کنگ |
| امتیاز بر پایه نیمه: ۴۸–۴۱, ۳۱–۲۸ |       |         |

### گروه IV
| تیم      | بازی | برد | باخت | امتیاز برده | امتیاز باخته | تفاضل | امتیازات |
| -------- | ---- | --- | ---- | ----------- | ------------ | ----- | -------- |
| فیلیپین  | ۲    | ۲   | ۰    | ۱۷۳         | ۱۴۳          | ۳۰+   | ۴        |
| هند      | ۲    | ۱   | ۱    | ۱۵۶         | ۱۷۲          | ۱۶–   | ۳        |
| قزاقستان | ۲    | ۰   | ۲    | ۱۵۷         | ۱۷۱          | ۱۴–   | ۲        |

| ۱۵ سپتامبر |

|  |

| فیلیپین                           | ۸۴–۷۴ | قزاقستان |
| امتیاز بر پایه نیمه: ۳۷–۴۱, ۴۷–۳۳ |       |          |

| ۱۶ سپتامبر |

|  |

| هند                               | ۶۹–۸۹ | فیلیپین |
| امتیاز بر پایه نیمه: ۲۵–۴۵, ۴۴–۴۴ |       |         |

| ۱۷ سپتامبر |

|  |

| قزاقستان                          | ۸۳–۸۷ | هند |
| امتیاز بر پایه نیمه: ۴۲–۴۶, ۴۱–۴۱ |       |     |

## رده‌بندی پنجم تا چهاردهم

### مکان سیزدهم
| ۱۸ سپتامبر |

|  |

| هنگ کنگ                           | ۶۸–۱۰۰ | قزاقستان |
| امتیاز بر پایه نیمه: ۳۵–۴۳, ۳۳–۵۷ |        |          |

### مکان یازدهم
| ۱۸ سپتامبر |

|  |

| اندونزی  | ۰–۲۰ | هند |
| Walkover |      |     |

### مکان نهم
| ۱۸ سپتامبر |

|  |

| بحرین                             | ۷۹–۸۴ | فیلیپین |
| امتیاز بر پایه نیمه: ۴۱–۴۶, ۳۸–۳۸ |       |         |

### مکان هفتم
| ۱۹ سپتامبر |

|  |

| اردن                              | ۷۱–۶۲ | ایران |
| امتیاز بر پایه نیمه: ۳۶–۲۲, ۳۵–۴۰ |       |       |

### مکان پنجم
| ۱۹ سپتامبر |

|  |

| امارات متحدهٔ عربی                 | ۷۸–۶۲ | تایوان |
| امتیاز بر پایه نیمه: ۳۵–۲۷, ۴۳–۳۵ |       |        |

## دور نهایی
|  | نیمه‌نهایی‌     | نیمه‌نهایی‌  |    |            | نهایی         | نهایی |  |
|  |               |            |    |            |               |       |  |
|  | ۱۸ سپتامبر    |            |    |            |               |       |  |
|  | چین           | ۷۲         |    |            |               |       |  |
|  | کرهٔ جنوبی     | ۸۶         |    |            |               |       |  |
|  |               |            |    |            |               |       |  |
|  |               |            |    |            | ۱۹ سپتامبر    |       |  |
|  |               |            |    |            | کرهٔ جنوبی     | ۷۸    |  |
|  |               | ژاپن       | ۷۶ |            |               |       |  |
|  |               |            |    |            |               |       |  |
|  |               |            |    |            |               |       |  |
|  |               |            |    |            | مکان سوم      |       |  |
|  | ۱۸ سپتامبر    | ۱۸ سپتامبر |    | ۱۹ سپتامبر | ۱۹ سپتامبر    |       |  |
|  | عربستان سعودی | ۹۲         |    | چین        | ۹۴            |       |  |
|  | ژاپن          | ۱۰۸        |    |            | عربستان سعودی | ۶۸    |  |

### نیمه‌نهایی
| ۱۸ سپتامبر |

|  |

| چین                               | ۷۲–۸۶ | کرهٔ جنوبی |
| امتیاز بر پایه نیمه: ۴۲–۳۶, ۳۰–۵۰ |       |           |

| ۱۸ سپتامبر |

|  |

| عربستان سعودی                     | ۹۲–۱۰۸ | ژاپن |
| امتیاز بر پایه نیمه: ۴۳–۵۱, ۴۹–۵۷ |        |      |

### مکان سوم
| ۱۹ سپتامبر |

|  |

| عربستان سعودی                     | ۶۸–۹۴ | چین |
| امتیاز بر پایه نیمه: ۳۰–۴۸, ۳۸–۴۶ |       |     |

### نهایی
| ۱۹ سپتامبر |

|  |

| کرهٔ جنوبی                         | ۷۸–۷۶ | ژاپن |
| امتیاز بر پایه نیمه: ۴۱–۴۴, ۳۷–۳۲ |       |      |

## جدول نهایی
| رتبه | تیم               | رکورد |
| ---- | ----------------- | ----- |
| 1    | کرهٔ جنوبی         | ۷–۱   |
| 2    | ژاپن              | ۴–۳   |
| 3    | چین               | ۷–۱   |
| ۴    | عربستان سعودی     | ۴–۳   |
| ۵    | امارات متحدهٔ عربی | ۴–۳   |
| ۶    | تایوان            | ۴–۳   |
| ۷    | اردن              | ۳–۴   |
| ۸    | ایران             | ۳–۴   |
| ۹    | فیلیپین           | ۳–۳   |
| ۱۰   | بحرین             | ۴–۳   |
| ۱۱   | هند               | ۳–۳   |
| ۱۲   | اندونزی           | ۲–۵   |
| ۱۳   | قزاقستان          | ۲–۴   |
| ۱۴   | هنگ کنگ           | ۱–۵   |
| ۱۵   | بنگلادش           | ۰–۶   |

## جوایز
| قهرمان آسیا ۱۹۹۷          |
| ------------------------- |
| · کرهٔ جنوبی · دومین عنوان |

- باارزش‌ترین بازیکن (ام‌وی‌پی):
  -  Chun Hee-Chul[۱]
- بهترین امتیازآور:
  -  Abdulmajeed Ali
- بهترین بازی‌ساز:
  -  Kang Dong-Hee
- بهترین ۳امتیازی زن:
  -  Alexey Yeropkin
- بهترین مربی:
  -  Kim Dong-Kwang
- جایزهٔ بازیکن اخلاق:
  -  Romel Adducul